# 마리나 아브라모비치
마리나 아브라모비치(세르보크로아트어: Марина Абрамовић, 1946년 11월 30일~)는 세르비아의 개념 및 행위 예술가이다. 그의 작품은 보디 아트, 인고 예술, 여성주의 예술, 공연자와 관객의 관계, 신체의 한계, 정신의 가능성을 탐구한다. 40년이 넘게 활동한 아브라모비치는 자신을 "공연 예술의 할머니"라고 부른다. "신체의 고통, 피, 신체의 물리적 한계에 직면하기"에 초점을 맞추어 관찰자의 참여를 이끌어냄으로써 정체성에 대한 새로운 개념을 개척하였다. 2007년에 공연 예술을 위한 비영리 재단인 마리나 아브라모비치 인스티튜트(Marina Abramović Institute, MAI)를 설립하였다.

## 어린 시절과 교육, 교직
아브라모비치는 1946년 11월 30일 당시 유고슬라비아의 일부였던 세르비아의 베오그라드에서 태어났다. 인터뷰에서 아브라모비치는 그의 가족이 "붉은 부르주아지"라고 묘사하였다. 그의 종조부는 세르비아 정교회의 세르비아 총대주교 바르나바였다. 몬테네그로에서 태어난 그의 부모 다니차 로시치(Danica Rosić)와 보인 아브라모비치(Vojin Abramović)는 모두 제2차 세계 대전 중 유고슬라비아 파르티잔으로 활동하였다. 전쟁이 끝난 후 아브라모비치의 부모는 인민영웅훈장을 받았고 전후 유고슬라비아 정부의 직책을 맡게 되었다.
아브라모비치는 여섯 살이 될 때까지 조부모의 손에서 자랐다. 신앙심이 깊었던 할머니 밑에서 아브라모비치는 "아침에 촛불을 들고, 성직자가 여러 행사로 찾아오는 등 할머니의 의식을 따라 교회에서 어린 시절을 보냈다." 여섯 살 때 아브라모비치의 남동생이 태어났을 때 그는 부모님과 함께 살기 시작하였고 피아노, 프랑스어, 영어 수업을 받았다. 그는 미술 수업을 받지는 않았지만 일찍부터 미술에 관심을 갖고 어린 시절에 그림 그리기를 즐겼다.
아브라모비치는 부모의 집에서 어머니의 엄격한 감독 아래 힘든 삶을 보냈다. 아브라모비치가 어렸을 때, 그의 어머니는 그가 "과시하는 것 같다"는 이유로 그를 구타하였다. 1998년에 출판된 인터뷰에서 아브라모비치는 다음과 같이 말하였다. "어머니는 나와 내 동생을 군대식으로 완전히 통제하였다. 스물아홉 살이 되기 전까지 밤 10시 이후에 외출하는 것을 금지 당하였다. ... 유고슬라비아에서의 모든 공연은 집에 가기 위하여 저녁 10시 이전에 진행하여야 했다. 완전히 미친 짓이었지만, "파이어스타"에서 나 자신을 베고, 채찍질하고, 불태우고, 거의 목숨을 잃을 뻔한 모든 것이 저녁 10시 이전에 마무리되었다."
2013년에 공개된 인터뷰에서 아브라모비치는 "나의 어머니와 아버지는 끔찍한 결혼 생활을 하셨다."라고 말하였다. 그녀는 아버지가 샴페인 잔 열두 잔을 깨뜨리고 집을 나간 사건에 대해 "어린 시절 가장 무서운 순간이었다."라고 말하였다.
그는 1965년부터 1970년까지 베오그라드의 파인 아트 아카데미에 재학하였다. 1972년에는 SR 크로아티아 자그레브에 위치한 파인 아트 아카데미에서 대학원 과정을 수료하였다. 그런 다음 SR 세르비아로 돌아와 1973년부터 1975년까지 노비사드의 파인 아트 아카데미에서 학생들을 가르쳤고 첫 단독 공연을 펼쳤다.
아브라모비치는 네사 파리포빅과 1971년부터 1976년까지 결혼 생활을 하였으며, 1976년 암스테르담에서 작품을 공연하고(나중에 자신의 생일날이었다고 회고) 그곳에서 계속 살기로 결정하였다.
1990년부터 1995년까지 아브라모비치는 파리의 미술 아카데미와 베를린 예술 대학교의 방문 교수였다. 1992년부터 1996년까지 함부르크 미술 대학교의 방문 교수였으며, 1997년부터 2004년까지 브라운슈바이크 예술 대학교의 공연 예술 교수였다.
아브라모비치는 스스로를 "세르비아인이나 몬테네그로인으로" 느끼지 않고 전 유고슬라비아인이라고 생각한다고 말한다. "사람들이 내게 어디에서 왔는지 물으면 나는 세르비아라고 말하지 않는다. 나는 항상 내가 더 이상 존재하지 않는 나라에서 왔다고 말한다." 2016년에 아브라모비치는 평생 동안 세 번의 낙태를 경험하였다고 밝혔고, 아이를 갖는 것은 "자신의 작업에 재앙"이 되었을 것이라고 덧붙였다.

## 경력

### 〈리듬 10〉, 1973년
1973년 에든버러에서의 첫 공연에서 아브라모비치는 의식과 몸짓의 요소를 탐구하였다. 이 작가는 스무 개의 칼과 두 개의 녹음기를 사용하여 펼친 손의 손가락 사이에 리듬감 있게 칼날을 찔러넣는 러시안 게임을 하였다. 그는 칼에 베일 때마다 자신이 세워놓은 스무 열에서 새 칼을 집어들고 이 작업을 녹음하였다. 스무 번 베인 뒤 그는 테이프를 재생하고 소리를 듣고 같은 동작을 반복하려고 시도하여 실수를 반복하고 과거와 현재를 병합하였다. 그는 신체의 육체적, 정신적 한계, 즉 기록과 모사의 이중적인 소리에서 칼로 찌르는 고통과 소리를 탐구하기 시작하였다. 이 작품을 통해 아브라모비치는 공연자의 의식 상태를 고려하기 시작하였다. "일단 공연 상태에 들어가면 평소에는 절대 할 수 없는 일들을 하도록 몸을 밀어붙일 수 있다."

### 〈리듬 5〉, 1974년
이 공연에서 아브라모비치는 석유에 흠뻑 젖은 커다란 별 구조물을 사용하여 극심한 육체적 고통의 에너지를 환기시키고자 하였으며, 공연 시작과 동시에 별에 불을 붙였다. 아브라모비치는 별 밖에 서서 손톱, 발톱 및 머리카락을 잘랐다. 각 부위를 잘라낸 뒤 그 조각을 불길에 던지자 매번 빛을 발산하였다. 공산주의 오각별을 태우는 것은 육체적, 정신적 정화를 의미하는 동시에 그의 과거의 정치적 전통을 다루는 것이었다. 정화의 마지막 단계에서 아브라모비치는 큰 별의 중심으로 화염을 가로질러 뛰어올랐다. 관객들은 처음에는 불이 발산하는 빛과 연기로 인하여 작가가 별 내부에서 산소 부족으로 의식을 잃은 사실을 인지하지 못하였다. 그러나 화염이 그의 몸에 매우 가까이 다가왔고 그녀가 여전히 깨어나지 못한 상태였을 때 의사를 비롯한 다른 사람들이 개입하여 그녀를 별에서 구출하였다.
아브라모비치는 나중에 그 경험에 대해 다음과 같이 말하였다. "나는 신체적 한계가 있다는 것을 이해하였기에 매우 화가 났다. 의식을 잃으면 무대에 설 수 없고 공연도 할 수 없다."

### 〈리듬 2〉, 1974년
〈리듬 5〉에서 의식을 잃은 것에 자극을 받은 아브라모비치는 공연에 무의식 상태를 포함시킨 2부 〈리듬 2〉를 고안하였다. 그는 1974년 자그레브 현대 미술관에서 이 작품을 공연하였다. 50분 동안 진행되었던 1부에서 그는 '긴장증을 앓고 있는 환자에게 몸의 자세를 강제로 바꾸게 하는' 약물을 설명하고 이것을 삼켰다. 약물로 인하여 그의 근육이 격렬하게 수축되었고, 무슨 일이 일어나고 있는지 의식한 채로 몸을 완전히 통제할 수 없게 되었다. 10분 간 휴식을 취한 후 그는 '폭력 행동 장애를 가진 정신 분열증 환자를 진정시키기 위한' 두 번째 약물을 복용하였다. 공연은 약효가 풀린 다섯 시간 만에 끝났다.

### 〈리듬 4〉, 1974년
〈리듬 4〉는 밀라노의 갈레리아 디아그람마에서 공연되었다. 이 작품에서 아브라모비치는 고출력 산업용 선풍기가 있는 방에서 홀로 알몸으로 무릎을 꿇었다. 그는 천천히 선풍기에 얼굴을 가까이 하며 폐의 한계를 밀어붙이기 위하여 가능한 한 많은 공기를 들이마시려고 시도하였다. 얼마 지나지 않아 그는 의식을 잃었다.
아브라모비치는 〈리듬 5〉에서 관객에게 공연을 방해받은 경험을 바탕으로 의식 상실로 인하여 공연이 끝나기 전에 중단되지 않도록 구체적인 계획을 세웠다. 공연이 시작되기 전 아브라모비치는 카메라 감독에게 선풍기를 무시하고 자신의 얼굴에만 포커스를 잡도록 요청하였다. 이것은 관객이 그의 무의식 상태를 망각하여 공연에 간섭할 가능성이 없도록 하기 위한 조치였다. 모순적이게도 아브라모비치가 의식을 잃은 지 몇 분 후에 카메라 감독은 계속 촬영하기를 거부하고 도움을 요청하였다.

### 〈리듬 0〉, 1974년
공연자와 관객 사이의 관계의 한계를 시험하기 위하여 아브라모비치는 그의 가장 도전적이고 가장 잘 알려진 공연 중 하나를 고안하였다. 그는 대중이 그에게 물리적 힘을 행사할 수 있도록 자신에게 수동적인 역할을 부여하였다. 아브라모비치는 탁자 위에 사람들이 어떤 방식으로든 사용할 수 있는 72개의 물건을 놓았다. 관객이 자신의 행동에 대하여 어떠한 책임도 지지 않는다는 안내도 내려졌다. 어떤 물건은 즐거움을 줄 수 있고, 어떤 물건은 고통을 주거나 그에게 해를 입히기 위해 휘두를 수 있었다. 그 중에는 장미, 깃털, 꿀, 채찍, 올리브 오일, 가위, 메스, 총, 한 발의 총알이 있었다. 여섯 시간 동안 작가는 관객들이 결과에 상관 없이 자신의 몸을 다루고 행동하도록 허용하였다. 이것은 행동이 사회적 결과를 낳지 않을 때 인간 주체가 얼마나 취약하고 공격적일 수 있는지를 시험하였다. 처음에 관객들은 많은 것을 하지 않았고 극도로 수동적이었다. 그러나 자신들의 행동에 한계가 없다는 인식이 자리 잡으면서 작품은 잔혹해졌다. 공연이 끝날 무렵 그의 몸은 벗겨지고 공격 당하였으며 아브라모비치가 "마돈나, 어머니, 그리고 창녀"라고 묘사한 이미지로 평가절하되었다. 또한 작가의 몸에는 공격성을 담은 표시가 새겨져 있었다. 그의 목에는 관객들이 만든 상처가 있었고, 그의 옷은 몸에서 잘려나갔다. 대중이 그들의 행동과 결부된 결과가 없으면 어떻게 행동하는지 알아내겠다는 초기의 결심과 함께 그는 결국 대중이 자신의 개인적 즐거움을 위해 그를 죽였을 수도 있다는 것을 깨달았다.
그의 작품에서 아브라모비치는 다른 사람의 관점을 통해 자신의 정체성을 확언하지만, 더 중요한 것은 각 참가자의 역할을 바꿈으로써 인류의 정체성과 본성이 전반적으로 해명되고 전시된다는 것이다. 그렇게 함으로써 개인의 경험은 집단적 경험으로 변모하고 강력한 메시지를 만들어낸다. 아브라모비치의 예술은 또한 그가 움직이지 않고 관객들이 수용 가능한 것으로 간주되는 한계를 뛰어 넘어 그의 몸을 마음대로 할 수 있도록 함으로써 여성 신체의 대상화를 나타낸다. 그는 자신의 몸을 오브제로 표현함으로써 위험과 육체적 탈진의 요소를 탐구한다.
처음에는 관객들이 조심스럽고 주저하는 반응을 보였지만 시간이 지나면서(작가는 여전히 수동적 태도를 유지) 더 공격적으로 행동하기 시작하였다. 아브라모비치는 이후에 다음과 같이 설명하였다. "내가 거기서 배운 것은 ... 관객에게 맡긴다면, 그들은 당신을 죽일 수 있다. ... 나는 정말 기분이 상했다. 그들은 내 옷을 자르고, 내 배에 장미 가시를 박았고, 한 사람은 내 머리에 총을 겨눴고, 다른 한 사람은 그것을 빼앗았다. 이것이 공격적인 분위기를 조성하였다. 정확히 여섯 시간 후, 나는 예정대로 일어나 관객들을 향하여 걷기 시작하였다. 모두가 실제적 대립을 피하기 위해 도망쳤다."

### 울라이(우베 라이지펜)와 협업

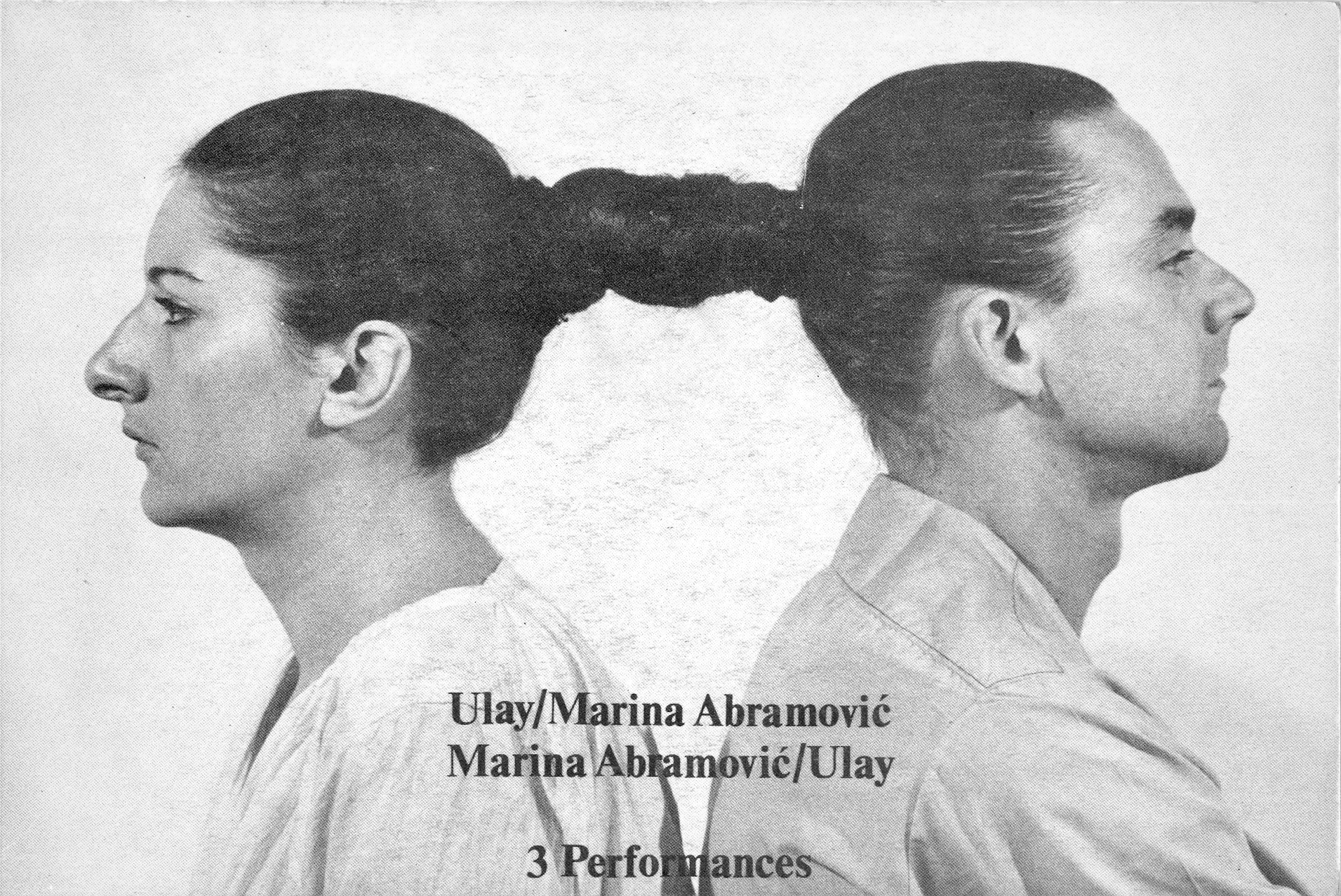
1978년 마리나 아브라모비치와 우베 라이지펜

1976년 암스테르담으로 이주한 아브라모비치는 서독의 행위예술가 우베 라이지펜(일명 울라이)을 만났다. 그들은 그 해에 함께 생활하며 공연을 시작하였다. 아브라모비치와 울라이가 협업을 시작하였을 때, 그들이 탐구한 주요 개념은 자아와 예술적 정체성이었다. 그들은 끊임없는 움직임, 변화, 과정, "예술의 활력"을 특징으로 하는 "관계 작품"을 창조하였다. 이것은 10년 동안 이어지는 영향력 있는 협력 작업의 시작이었다. 각 공연자는 자신들의 문화유산 전통과 의례에 대한 개인의 욕구에 관심을 가졌다. 그 결과로, 그들은 "타자"(The Other)라고 불리는 집단적 존재를 형성하기로 결정하고, 자신들을 "두 머리의 몸"(two-headed body)의 일부라고 말하였다. 그들은 쌍둥이처럼 옷을 입고 행동하며 완전한 신뢰 관계를 형성하였다. 그들이 이 실체가 없는 정체성을 정의함에 따라, 각자의 개별적인 정체성은 접근하기 어려워졌다. 실체 없는 예술적 정체성에 대한 분석에서 찰스 그린은 "예술적 자아를 자기 성찰에 이용할 수 있게 하는" 방법을 드러냄으로써 공연자로서의 이 예술가를 더 깊이 이해할 수 있게 되었다고 언급하였다.
아브라모치비와 울라이의 작업은 몸의 신체적 한계를 시험하고 남성과 여성의 원리, 정신적 에너지, 초월명상, 비언어적 의사소통을 탐구하였다. 일부 비평가들은 여성주의적 진술로써 자웅동체 상태의 이 발상을 탐구하였지만, 아브라모비치 자신은 이것을 의식적인 개념으로 간주하는 것을 거부한다. 그는 자신의 신체 연구가 항상 주로 개인적 단위로서의 신체에 관심을 가졌으며, 이러한 경향이 부모의 과거 군인 시절까지 거슬러 올라간다고 주장한다. 아브라모비치/울라이는 젠더 이데올로기에 관심을 두기보다는 극단적인 의식 상태와 건축 공간과의 관계를 탐구하였다. 그들은 자신들의 몸이 관객과 상호작용하기 위한 추가적인 공간을 만드는 일련의 작업을 고안하였다. 그의 공연 역사의 이 단계에 대하여 논의하면서 그는 "이 관계의 주된 문제는 두 예술가의 자아를 어떻게 할 것인가였다. 나는 그가 그랬던 것처럼, 우리가 죽음의 자아라고 부르는 일종의 자웅동체 상태를 만들기 위하여 내 자아를 내려놓는 방법을 찾아야 했다."
- 〈우주에서의 관계〉(Relation in Space, 1976년)에서 그들은 한 시간 동안 서로 반복적으로 마주쳤고, 남성과 여성의 에너지를 "그 자아"(that self)라고 불리는 세 번째 구성 요소로 혼합하였다.[15]
- 〈이동에서의 관계〉(Relation in Movement (1977년)는 그들이 박물관 내부에서 차를 365 바퀴 동안 운전한 작품이다. 차에서 흘러나온 검은 액체가 각 한 바퀴가 1년을 나타내는 일종의 조각을 형성하였다. (365 바퀴 후에는 그들이 뉴 밀레니엄에 진입하였다는 발상이었다.)
- 〈시간에서의 관계〉(Relation in Time, 1977년)에서 그들은 16시간 동안 포니테일로 묶인 채 등을 맞대고 앉았다. 그런 뒤에 대중의 에너지를 사용하여 자신들의 한계를 더욱 넓힐 수 있는 지 보기 위하여 대중이 방에 들어오도록 허락하였다.[33]
- 〈들숨/날숨〉(Breathing In/Breathing Out)을 만들기 위하여 두 예술가는 서로의 입을 연결한 채 사용 가능한 산소를 모두 소진할 때까지 서로의 숨을 들이마시는 작품을 고안하였다. 공연 시작 19분 후, 두 사람은 폐가 이산화탄소로 가득 찬 채 서로에게서 멀어졌다. 이 개인적인 작품은 다른 사람의 삶을 교환하고 파괴하면서 흡수할 수 있는 개인의 능력에 대한 아이디어를 탐구하였다.
- 〈측정할 수 없는 것〉(Imponderabilia, 1977년, 2010년 재연)에서는 완전히 누드인 이성의 두 공연자가 좁은 출입구에 서 있다. 대중은 문을 지나기 위해 그들 사이를 비집고 들어가야 하며, 통과할 때 그들 중 어느 쪽을 상대할 지 선택해야 한다.[15]
- AAA-AAA(1978년)에서 두 예술가는 마주 서서 입을 벌린 채 긴 소리를 냈다. 그들은 점차 서로의 입에 직접 대고 소리칠 때까지 점점 더 가까워졌다.[33] 이 작품은 인내와 지속에 대한 그들의 관심을 보여주었다.[33]
- 1980년에 그들은 더블린에서 열린 미술 전시회에서 〈정지 에너지〉(Rest Energy)를 공연하였다. 그들은 아브라모비치가 활대, 울라이가 화살과 활시위를 잡은 뒤 당겨진 활을 사이에 두고 균형을 잡으며 마주 본 채 서있었으며, 화살은 아브라모비치의 심장을 겨누었다. 울라이는 거의 아무런 노력 없이 한 손가락으로 쉽게 아브라모비치를 죽일 수 있었다. 이것은 남성의 지배를 비롯하여 남성이 사회에서 여성에 대하여 어떤 우위를 가지고 있는 지를 상징하는 것으로 보인다. 또한, 아브라모비치는 활대를 잡고 이것으로 자신을 가리키고 있다. 활대는 활에서 가장 중요한 부분이다. 울라이가 아브라모비치에게 활을 겨누었다면 이것은 완전히 다른 작품이 되겠지만, 아브라모비치가 활을 잡게 함으로써 거의 그가 마치 스스로 목숨을 끊으며 울라이를 떠받치는 것과 같이 보인다.[15][34]

1981년과 1987년 사이에 둘은 스물두 번의 공연에서 〈밤바다 건너기〉(Nightsea Crossing)를 공연하였다. 그들은 하루 7시간 동안 의자에 조용히 마주 앉아 있었다.
1988년, 몇 년간의 긴장된 관계 끝에 아브라모비치와 울라이는 그들의 관계를 끝낼 영적 여행을 하기로 결정하였다. 그들은 〈연인〉(Lovers)이라는 작품에서 각자 만리장성의 반대편 끝에서 걷기 시작하여 중간에서 만났다. 아브라모비치는 다음과 같이 설명하였다. "그 행보는 완전한 개인적 드라마가 되었다. 울라이는 고비 사막에서 시작하였고 나는 황해에서 시작하였다. 우리 각자가 2500 킬로미터를 걸은 후, 중간 지점에서 만나 작별인사를 나누었다" 그는 이 산책을 꿈에서 상상하였으며 신비주의, 에너지, 매력으로 가득 찬 관계에 적절하고 낭만적인 결말을 제공했다고 말하였다. 그는 나중에 그 과정을 설명하였다. "우리는 서로를 향해 막대한 거리를 걸어간 이후, 특정한 형태의 결말이 필요하였다. 이것은 매우 인간적이다. 어떤 면에서는 좀 더 극적이고, 영화 엔딩에 가깝다 ... 결국에 무엇을 하든지 당신은 정말 혼자이기 때문이다." 그는 걷는 동안 자신과 물리적 세계, 자연과의 연결을 재해석하였다고 밝혔다. 그는 땅에 있는 금속이 자신의 기분과 존재 상태에 영향을 미친다고 느꼈고, 만리장성이 "에너지의 용"으로 묘사된 중국 신화에 대하여 곰곰이 생각해 보았다. 두 사람은 이 작품을 펼칠 수 있도록 중국 정부의 허가를 받는 데 8년이 걸렸고, 그 무렵 서로 간의 관계가 완전히 끝났다.
2010년 모마 회고전에서 아브라모비치는 〈예술가가 여기 있다〉(Artist Is Present)를 공연하였다. 여기서 그는 그의 앞에 마주 앉아 있는 각각의 낯선 관객과 침묵의 시간을 나누었다. "개회식 아침에 만나 이야기를 나눴지만" 울라이가 공연장에 나타나 마주 보며 앉자 아브라모비치는 깊은 감정적 반응을 보였고 둘 사이의 테이블을 가로질러 그에게 손을 내밀었다. 이 장면을 촬영한 영상은 화제가 되었다.
2015년 11월 울라이는 아브라모비치가 1999년 공동 작품 판매 계약 조건을 어기고 불충분한 로열티를 지불하였다고 주장하면서 아브라모비치와 법정에서 대립하였고 1년 후인 2016년 9월, 아브라모비치가 울라이에게 250,000 유로를 지불하라는 명령이 내려졌다. 판결에서 암스테르담 법원은 울라이가 1999년 계약서에 명시된 대로 작품의 판매에 대하여 20%의 로열티를 받을 권리가 있다고 판결하였고, 아브라모비치에게 250,000 유로 이상의 로열티와 23,000 유로 이상의 소송 비용을 지불하라고 명령하였다. 또한 아브라모비치는 1976년부터 1980년까지의 "울라이/아브라모비치", 1981년부터 1988년까지 기간의 "아브라모비치/울라이"로 나열된 공동 작업에 대한 완전한 인가를 제공하라는 명령을 받았다.

### 〈거울 닦기〉, 1995년

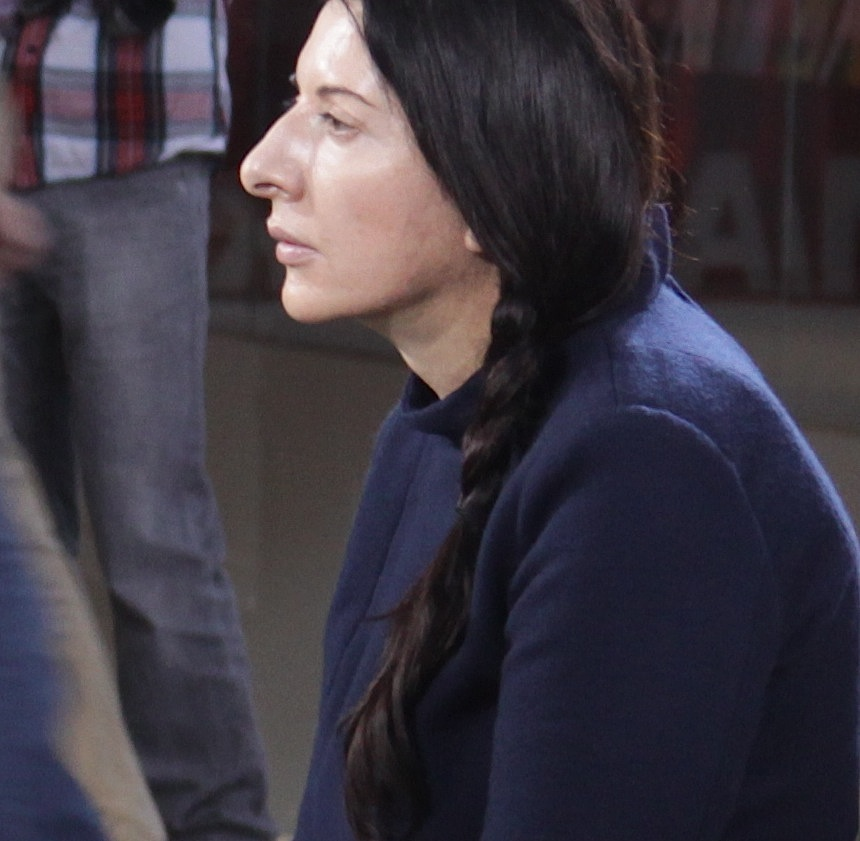
2010년 뉴욕 근대미술관에서

〈거울 닦기〉(Cleaning the Mirror)는 아브라모비치가 무릎에 있는 더러운 인골을 문지르는 장면을 재생하는 다섯 대의 모니터로 구성되었다. 그는 비눗물로 뼈의 다양한 부분을 힘차게 닦는다. 각 모니터는 골격의 한 부분(머리, 골반, 갈비뼈, 손뼈, 발뼈)만을 보여준다. 각각의 영상은 각각의 소리로 촬영되어 겹침이 생긴다. 골격이 깨끗해지면 아브라모비치는 골격을 덮고 있던 회색빛 흙으로 덮이게 된다. 이 세 시간 동안의 공연은 제자들이 자신의 죽음과 하나가 될 수 있도록 준비하는 티베트인의 죽음 의례에 대한 은유로 가득 차 있다. 작품은 3부작 시리즈로 구성되어 있다. 〈거울 닦기 #1〉은 세 시간 동안 근대미술관에서 진행되었다. 〈거울 닦기 #2〉는 옥스퍼드 대학교에서 90분 동안 공연되었다. 〈거울 닦기 #3〉은 피트 리버스 박물관에서 다섯 시간 동안 진행되었다.

### 〈스피릿 쿠킹〉, 1996년
아브라모비치는 제이콥 새뮤얼과 함께 1996년 〈스피릿 쿠킹〉(Spirit Cooking)이라는 "최음제 레시피" 요리책을 제작하였다. 이 "레시피"는 "행동이나 생각에 대한 연상 지침"을 의미하였다. 예를 들어, 레시피 중 하나는 "질투 13,000 그램"을 요구하는 한편, 다른 레시피는 "신선한 모유와 신선한 정액을 섞어라"라고 말한다. 이 작품은 유령이 빛, 소리, 감정과 같은 무형의 것들을 먹고 산다는 대중적인 믿음에서 영감을 받았다.
1997년, 아브라모비치는 멀티미디어 〈스피릿 쿠킹〉 설치물을 만들었다. 이것은 원래 이탈리아 로마의 체린티아 협회 현대 미술 박물관에 설치되었으며 돼지 피로 그려진 "수수께끼같이 폭력적인 레시피 지침"이 있는 흰색 갤러리 벽도 함께 전시되었다. 작가 알렉사 고다르트(Alexxa Gotthardt)에 따르면 이 작품은 "인류가 우리의 삶을 조직하고 정당화하며 우리 몸을 억누르기 위해 의식에 의존하는 것에 대한 논평"이다.
아브라모비치는 우스꽝스럽게 신비하고 자력구제적인 시가로 된 지침이 들어간 〈스피릿 쿠킹〉 요리책을 출판하였다. 이후 〈스피릿 쿠킹〉은 아브라모비치가 수집가와 기부자, 친구들을 위해 가끔씩 여는 디너 파티 엔터테인먼트 형태로 발전하였다.

### 〈발칸 바로크〉, 1997년
이 작품에서 아브라모비치는 1990년대 발칸 반도에서 일어난 인종 청소 사건을 참고로 삼아 4일 동안 수천 개의 피 묻은 소 뼈를 힘차게 문질러 닦았다. 이 공연 작품으로 그는 베네치아 비엔날레에서 황금사자상을 수상하였다.
아브라모비치는 보스니아 전쟁에 대한 응답으로 발칸 바로크를 만들었다. 그는 다른 예술가들이 즉시 반응하여 작품을 만들고 전쟁의 영향과 공포에 대해 항의했던 것을 기억한다. 아브라모비치는 집이 너무 가까웠기 때문에 이 문제에 대한 작업을 서둘러 만들 수 없었다. 결국 아브라모비치는 베오그라드로 돌아와 어머니, 아버지, 쥐잡이를 인터뷰하였다. 그런 다음 이 인터뷰를 작품에 포함시켰고, 아버지의 손, 권총을 든 아버지, 빈 손을 보여준 뒤 손을 교차시키는 어머니를 담은 장면의 클립을 포함하였다. 영상 속 아브라모비치는 의사 복장을 하고 쥐잡이의 이야기를 들려준다. 그러는 동안 아브라모비치는 큰 뼈 더미 사이에 앉아 뼈를 씻어낸다.
이 공연은 1997년 베네치아에서 열렸다. 아브라모비치는 그 해 여름의 베네치아가 매우 더웠기 때문에 뼈에서 나오던 벌레와 끔찍한 냄새를 기억한다. 아브라모비치는 뼈를 깨끗이 문질러 피를 제거하는 것은 불가능하다고 설명한다. 아브라모비치의 요점은 전쟁이 수치심을 씻어낼 수 없는 것처럼 뼈와 손에서 피가 씻길 수 없다는 것이다. 그는 공연의 이미지가 보스니아 전쟁뿐만 아니라 세계 어느 곳에서든 벌어지는 모든 전쟁에 대해 말할 수 있도록 하고 싶었다.

### 〈세븐 이지 피스〉, 2005년

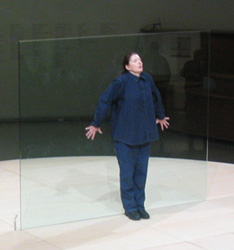
브루스 나우먼의 〈바디 프레셔〉를 공연하는 아브라모비치, 구겐하임 미술관, 2005년

2005년 11월 9일부터 아브라모비치는 뉴욕 구겐하임 미술관에서 〈세븐 이지 피스〉(Seven Easy Pieces)를 선보였다. 일곱 밤 연속으로 일곱 시간 동안 60~70년대 초연된 다섯 명의 아티스트의 작품을 재현하였고, 자신의 작품 〈토마스의 입술〉(Lips of Thomas)을 재연한 뒤 마지막 밤에 새로운 공연을 선보였다. 이 공연은 고된 작업이었고 예술가의 육체적, 정신적 집중이 모두 필요하였다. 아브라모비치의 공연에는 격자로 놓인 불이 켜진 초 위에 침대 프레임에 누워 있어야 하는 지나 페인의 〈더 컨디셔닝〉, 방문객들이 머리 위를 걸어갈 때 예술가가 미술관 마루판 아래에서 자위하는 비토 아콘치의 1972년 공연도 있었다. 아브라모비치는 이러한 작품들을 과거에 대한 일련의 오마주로 재연하였다고 주장하지만, 공연 중 다수가 원래 작품에서 변형되었다.
공연한 작품의 전체 목록은 다음과 같다.
- 브루스 나우먼의 〈바디 프레셔〉(Body Pressure, 1974년)
- 비토 아콘치의 〈시드베드〉(Seedbed, 1972년)
- 발리 엑스포트의 〈액션 팬츠: 제니털 패닉〉(Action Pants: Genital Panic, 1969)
- 지나 페인의 〈더 컨디셔닝〉(The Conditioning, 1973년)
- 요제프 보이스의 〈죽은 토끼에게 그림을 설명하는 방법〉(How to Explain Pictures to a Dead Hare, 1965년)
- 아브라모비치 자신의 〈토마스 립스〉(Thomas Lips, 1975)
- 아브라모비치 자신의 〈엔터링 디 오더 사이드〉(Entering the Other Side, 2005)

### 〈예술가가 여기 있다〉: 2010년 3월~5월

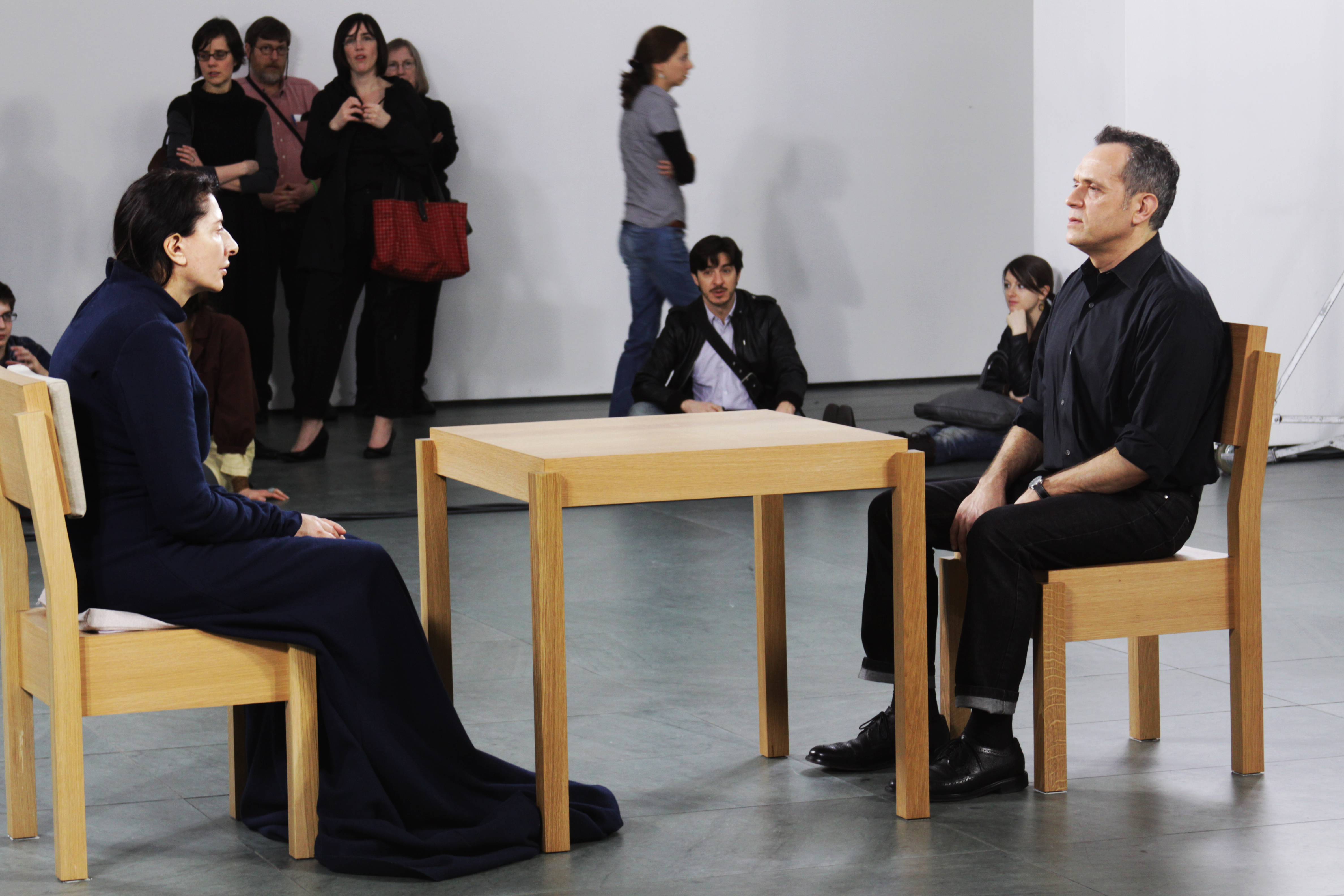
2010년 3월 근대미술관, 〈예술가가 여기 있다〉를 공연하는 아브라모비치

2010년 3월 14일부터 5월 31일까지 근대미술관은 클라우스 비센바흐가 큐레이터로 기획한 모마 역사상 최대 규모의 공연 예술 전시회로 아브라모비치의 작품에 대한 대규모 회고전과 공연의 재연 행사를 개최하였다. 비센바흐가 제안한 공연의 제목은 전체 공연 내내 "예술가가 미술관이나 박물관 바로 여기에 있을 것"이라는 사실을 드러낸다.
전시가 진행되는 동안 아브라모비치는 736시간 30분의 정적, 무성 작품인 〈예술가가 여기 있다〉(The Artist Is Present)를 공연하였다. 이 작품에서 그는 박물관의 아트리움에 움직이지 않고 앉아 있었고, 관객들이 그의 맞은편에 교대로 앉아 있었다. 울라이는 공연의 첫날밤에 깜짝 등장하였다.
아브라모비치는 모마의 2층 아트리움 바닥에 테이프로 그려진 커다란 직사각형 안에 앉았고, 극장 조명이 의자에 앉은 그와 맞은편의 의자를 비추었다. 줄을 서서 기다리는 관객들은 개별적으로 작가의 맞은편 의자에 앉도록 안내 받은 뒤 작가와 눈을 마주쳤다. 공연이 열린 지 며칠 만에 아트리움은 관객으로 붐비기 시작하였고, 일부는 아브라모비치와 함께 앉고자 줄에서 더 좋은 자리에 서기 위해 매일 아침 전시회가 열리기 전부터 서둘러서 모여들기도 하였다. 대부분의 방문객은 5분 이내로 예술가와 앉아있었고, 몇몇은 하루 종일 그와 함께 앉아 있었다. 전시 마지막 날 한 관객이 줄을 서던 중 토하고 다른 관객이 옷을 벗기 시작한 것을 제외하면 대기 줄은 박물관 경비의 관심을 끌지 못하였다. 줄 서 있는 방문객들 사이의 긴장은 대기 줄의 각자가 아브라모비치와 함께 보내는 매 분만큼 뒤에 서 있는 사람들이 예술가와 함께 보낼 수 있는 시간이 줄어들 것이라는 이해에서 비롯될 수 있었다. 한 번에 몇 시간씩 앉아 있어야 하는 고된 특성으로 인하여 미술 애호가들은 아브라모비치가 소변을 보기 위해 이동할 필요가 없도록 성인용 기저귀를 착용했는 지에 대하여 추측하였다. 다른 이들은 그가 착석자 사이에서 행한 움직임을 분석의 초점으로 강조하였는데, 착석자를 대상으로 작가가 변화를 보인 때는 착석자가 울자 따라 울었을 때와 전시 첫 날 방문자 중 한 명인 울라이와 신체적 접촉을 한 순간 뿐이었다. 아브라모비치 맞은편에는 1,545명의 방문자가 앉았고, 이 중에는 클라우스 비센바흐, 제임스 프랭코, 루 리드, 앨런 릭먼, 제미마 커크, 제니퍼 카펜터, 비요크도 있었다. 착석자는 예술가를 만지거나 말을 걸지 말아야 하였다. 전시가 끝날 무렵 수백 명의 관객이 다음날 아침에 줄을 설 자리를 확보하기 위하여 밤새 박물관 밖에서 줄을 섰다. 아브라모비치는 앉았던 의자에서 미끄러져 나와 환호하는 열 명 이상의 군중 속으로 일어나며 공연을 마쳤다.
페이스북에는 "착석자" 지원 그룹 "마리나와 앉다"(Sitting with Marina)가 개설되었으며, 블로그 "마리나 아브라모비치가 나를 울렸다"(Marina Abramović made me cry)도 만들어졌다. 이탈리아 사진가 마르코 아넬리는 아브라모비치 맞은편에 앉은 모든 사람의 포트레이트 인물사진을 찍었다. 이 인물사진은 플리커에 게시되었고 책으로 편집되었으며 뉴욕의 댄지거 갤러리에서 전시되었다.
아브라모비치는 공연이 그의 삶의 "모든 가능한 요소, 모든 육체적 감정을 완벽하게" 바꾸어 놓았다고 말하였다. 레이디 가가가 이 공연을 보고 홍보한 뒤 아브라모비치는 새로운 관객층을 발견하였다. "열두 살과 열네 살에서 열여덟 살 사이의 아이들, 보통 공연 예술에 대하여 신경 쓰지 않거나 심지어 그것이 무엇인지도 모르는 대중이 레이디 가가 때문에 오기 시작하였다. 그리고 그들은 공연을 보고난 뒤 다시 돌아오기 시작하였다. 그것이 내가 완전히 새로운 관객을 얻은 방법이다." 2011년 9월, 아브라모비치 공연의 비디오 게임 버전을 피핀 바에서 출시하였다. 2013년 컴플렉스의 데일 에이싱어는 자신이 꼽은 가장 위대한 공연 예술 작품 목록에서 〈예술가가 여기 있다〉를 〈리듬 0〉와 함께 9위로 꼽았다.

### 기타

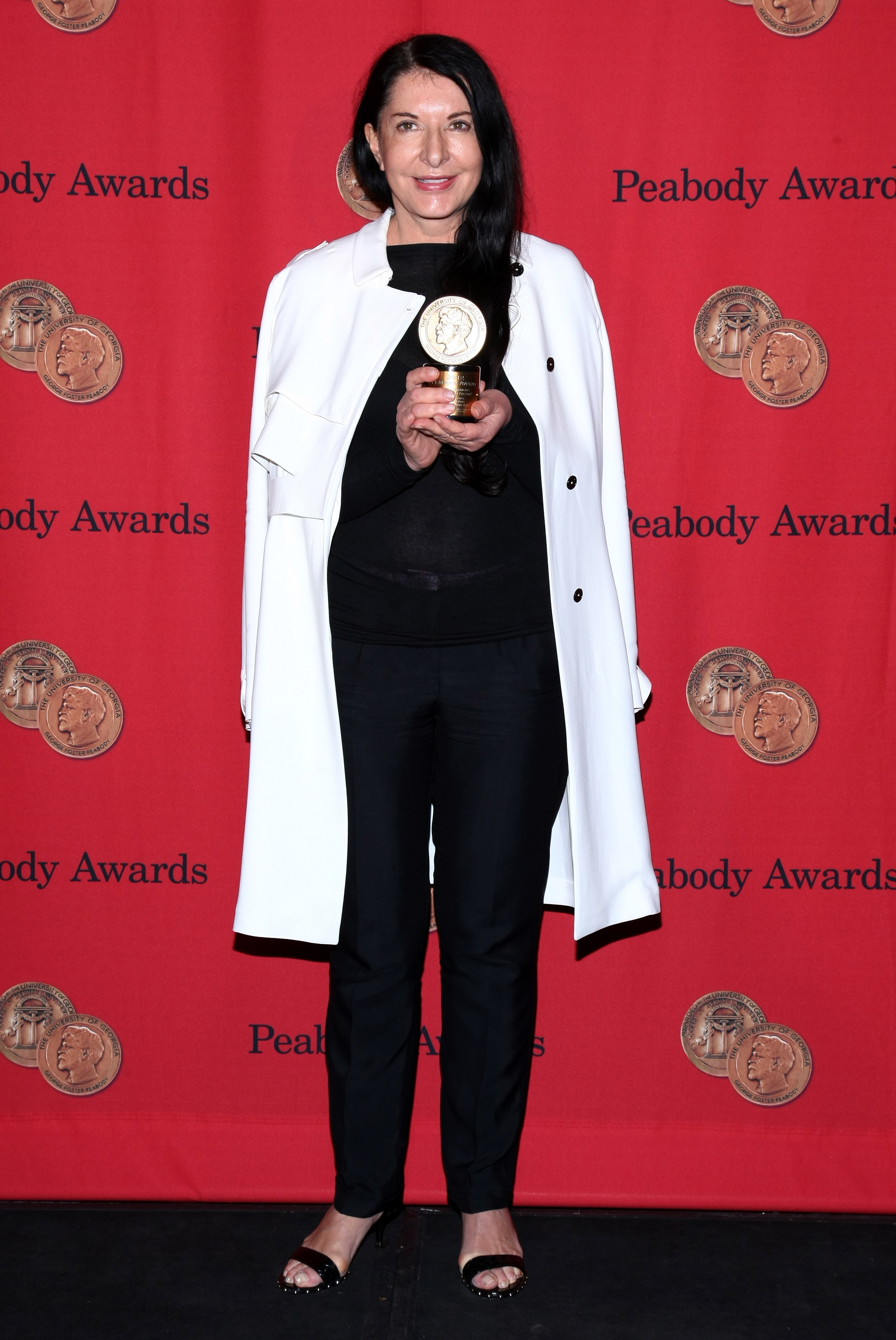
2013년 제72회 피버디상 수상식에서 마리나 아브라모비치

2009년 아브라모비치는 키아라 클레멘테의 다큐멘터리 《아워 시티 드림》(Our City Dreams)과 동명의 책에 등장하였다. 여기에는 아브라모비치 외에도 스운, 가다 아메르, 키키 스미스, 낸시 스페로도 등장하며 출판사는 이 다섯 예술가 "각자가 뉴욕에 대한 헌신과 떼려야 뗼 수 없는 작품을 만드는 데 열정을 가지고 있다."라고 설명하였다. 아브라모비치는 그의 삶과 2010년 근대미술관에서 열린 회고전 〈예술가가 여기 있다〉의 공연을 기반으로 한 독립 다큐멘터리 영화 《마리나 아브라모비치: 예술가가 여기 있다》의 주제가 되기도 하였다. 이 영화는 미국에서 HBO를 통해 방영되었으며 2012년 피버디상을 수상하였다. 2011년 1월, 아브라모비치는 두샨 렐린이 촬영한 사진으로 세르비아판 엘르의 표지를 장식하였다. 킴 스탠리 로빈슨의 SF 소설 《2312》는 "abramovics"로 알려진 공연 예술 작품 양식을 언급한다.
아브라모비치의 월드 프리미어 설치 작품은 2013년 6월 루미나토 페스티벌의 일환으로 토론토의 트리니티 벨우즈 공원에서 선보였다. 아브라모비치는 《마리나 아브라모비치의 삶과 죽음》(The Life and Death of Marina Abramović)의 연극 프로덕션에 로버트 윌슨과 함께 공동 제작자로도 참여하였으며, 이 축제에서 북미 초연을 하였고 12월에 파크 애비뉴 아머리에서 공연하였다.
아브라모비치는 뉴욕 허드슨의 33,000 제곱피트 공간에 공연 예술을 위한 비영리 재단인 마리나 아브라모비치 인스티튜트(Marina Abramović Institute, MAI)를 만들고자 하였다. 그는 또한 샌프란시스코에 공연 기관을 설립하였다. 런던에 기반을 둔 라이브 아트 디벨로프먼트 에이전시(Live Art Development Agency)의 후원자이기도 하다.
2014년 6월 그는 런던의 서펜타인 갤러리에서 〈512 시간〉(512 Hours)라는 새로운 작품을 선보였다. 션 켈리 갤러리에서 주최하는 〈제너레이터〉(Generator, 2014년 12월 6일)에서 관객들은 무(無)에 대한 탐구로 눈가리개를 하고 방음 헤드폰을 착용하였다.
2016년 11월 30일 아브라모비치는 70번째 생일을 기념하기 위해 《마리나 70》이라는 제목의 생일 파티를 열고자 11년 전에 공연을 한 적이 있던 구겐하임 미술관을 인수하였다. 〈침묵〉(Silence)이라는 제목의 저녁 1부 공연은 70분 동안 이어졌으며, 아티스트가 친 징의 울림으로 끝이 났다. 그런 뒤 보다 형식적인 2부 〈오락〉(Entertainment)에서 아브라모비치가 무대에 올라 연설을 하였고 영국 가수이자 비주얼 아티스트인 아노니가 큰 검은색 후드를 쓰고 "My Way"라는 노래를 불렀다.
2015년 3월, 아브라모비치는 "신뢰, 취약성, 연결로 만든 예술"이라는 제목의 TED 강연을 진행하였다.
2019년 IFC의 모큐멘터리 프로그램 《다큐멘터리 나우!》는 아브라모비치의 작품과 다큐멘터리 영화 〈마리나 아브라모비치: 예술가가 여기 있다〉를 패러디하였다. 〈예술가를 기다리며〉라는 제목의 에피소드는 케이트 블란쳇이 이사벨라 바르타(아브라모비치)로, 프레드 아미슨이 디모(울라이)로 출연하였다.
원래 영국 왕립예술원에서 2020년 9월 26일 개막 예정이었던 그의 첫 번째 대규모 전시회는 코로나19 범유행으로 인하여 2021년 가을로 연기되었다. 예술원에 따르면 이번 전시회는 "그의 50년 경력에 걸친 작품과 이 미술관을 위해 특별히 고안된 새로운 작품을 함께 선보일 것이다. 아브라모비치가 70대 중반에 가까워짐에 따라 그의 새로운 작업은 예술가의 신체 변화를 반영하고 삶과 죽음 사이의 전환에 대한 그의 인식을 탐구한다."
2021년 아브라모비치는 우크라이나의 바비 야르 기념관에서 홀로코스트 대학살의 장소에 〈울음의 수정벽〉이라는 기념물을 세웠다.

### 거절된 제안
아브라모비치는 경력 동안 한 번도 공연되지 않은 단독 공연 몇 가지를 제안하였다. 그러한 제안 중 하나는 〈나와 함께 씻으러 오세요〉라는 제목이다. 이 공연은 미술관을 벽 곳곳에 싱크대가 배치된 세탁실로 개조한 공간에서 진행된다. 관객은 이 공간에 들어가 옷을 모두 벗어 아브라모비치에게 줄 것을 요청 받는다. 그런 뒤에 아브라모비치가 옷을 빨고, 말리고, 다림질할 동안 주변에서 기다리고, 아브라모비치가 모든 작업을 끝내고 옷을 돌려주면 그 옷을 입은 뒤 떠날 수 있다. 그는 1969년 베오그라드의 그녀는 1969년 베오그라드의 갈레리야 도마 옴라디네(Galerija Doma Omladine)에 이 공연을 제안하였으나 거절 당하였다. 1970년에 같은 미술관에 비슷한 아이디어를 제안하였지만 역시 거부되었다. 이 작품은 제목이 없었다. 아브라모비치는 일상복 차림으로 대중 앞에 선다. 무대 한 켠에는 그의 어머니가 입고 싶어했던 옷으로 꾸민 옷걸이가 놓여 있다. 그는 옷을 하나씩 가져다 갈아입고는 잠시 동안 대중과 마주 선다. "나는 치마 오른쪽 주머니에 총을 꺼낸다. 나는 치마 왼쪽 주머니에 총알을 꺼낸다. 나는 총알을 약실에 넣고 돌린다. 나는 관자놀이에 총을 겨누고. 나는 방아쇠를 당긴다." 이 공연은 두 가지 가능한 결과를 낳는다.
어머니의 옷 목록은 다음과 같다.
1. 머리 장식용 헤비 브라운 핀
2. 빨강 물방울무늬 화이트 코튼 블라우스
3. 연분홍 브라 – 2 사이즈 매우 큼
4. 짙은 분홍 두꺼운 플란넬 슬립 – 2 사이즈 매우 큼
5. 짙은 파랑 치마 - 미드카프
6. 스킨 컬러 두꺼운 합성 스타킹
7. 끈이 달린 두꺼운 정형외과용 신발

## 영화
아브라모비치는 2006년 제작된 에로 앤솔로지 영화 〈디스트릭티드〉에서 〈발칸 에로틱 에픽〉을 감독하였다. 2008년에는 또 다른 앤솔로지 영화 〈스토리즈 온 휴먼 라이츠〉에서 단편 〈데인저러스 게임즈〉를 감독하였다. 그는 또한 5분 짜리 단편 영화 〈안토니와 존슨즈: 컷 더 월드〉에 출연한 바 있다.

## 마리나 아브라모비치 인스티튜트
마리나 아브라모비치 인스티튜트(Marina Abramović Institute, MAI)는 공연, 장기 작품, "아브라모비치 메소드" 사용에 중점을 둔 공연 예술 조직이다.
초기 단계에서는 뉴욕 허드슨에 제안된 다기능 박물관 공간이었다. 아브라모비치는 2007년에 인스티튜트 부지를 구입하였다. 뉴욕 허드슨에 위치한 이 건물은 1933년에 지어졌으며 극장과 커뮤니티 테니스 센터로 사용되었다. 건물은 OMA의 렘 콜하스와 시게마츠 쇼헤이의 설계를 바탕으로 개조될 예정이었다. 이 프로젝트의 초기 설계 단계는 킥스타터 캠페인의 자금 지원을 받았다. 이 캠페인은 레이디 가가와 제이Z를 포함한 4,000명 이상의 후원자가 참여하였다. 2017년 10월, 높은 공사비 부담이 예상되어 공사는 취소되었다.
인스티튜트는 여행 조직으로 계속 운영되고 있다. 현재까지 MAI는 브라질, 그리스, 터키를 여행하면서 국제적으로 많은 기관 및 예술가와 협력 관계를 맺고 있다.

## 협업
아브라모비치는 2009년 월스트리트 저널에서 그를 인터뷰한 제임스 프랭코와 친분을 유지하고 있다. 프랭코는 2010년 〈예술가가 여기 있다〉 기간 동안 아브라모비치를 방문하였다. 두 사람은 2012년 메트로폴리탄 코스튬 인스티튜트 갈라에도 함께 참석하였다.
2013년 7월, 아브라모비치는 팝 가수 레이디 가가의 세 번째 앨범 〈아트팝〉에도 참여하였다. 아브라모비치, 예술가 제프 쿤스, 로버트 윌슨이 함께 한 가가의 작업은 "아트레이브"라는 제목의 행사로 11월 10일 전시되었다. 또한 두 사람은 마리나 아브라모비치 인스티튜트가 지원하는 프로젝트에도 협력하였는데, 가가가 "아브라모비치 메소드" 영상에 참여한 것과 스타니스와프 렘의 SF 소설 《솔라리스》를 전체 낭독한 것 등이 있다.
또한 2013년 7월 제이Z는 뉴욕시의 페이스 갤러리에에서 아브라모비치에게 영감을 받은 작품을 선보였다. 그는 예술에서 영감을 받은 자신의 트랙 '피카소 베이비'(Picasso Baby)를 6시간 연속으로 공연하였다. 공연에는 아브라모비치와 예술계 몇몇 인사들이 그와 얼굴을 맞대고 서서 춤을 추도록 초청을 받아 자리에 함께하였다. 이 장면은 나중에 뮤직 비디오에도 삽입되었다. 아브라모비치는 제이Z가 마리나 아브라모비치 인스티튜트에 기부한다는 조건으로 〈예술가가 여기 있다〉를 각색하는 것을 허락하였다. 아브라모비치는 제이Z가 계약 종료까지 조건을 이행하지 않았다고 말하면서 그 성과를 "일방적 거래"라고 설명하였다. 그러나 2년 후인 2015년, 아브라모비치는 제이Z의 막대한 기부금에 대해 전혀 알지 못하였다는 사과문을 공개적으로 발표하였다.

## 논란
2016년 8월, 아브라모비치는 1979년 오스트레일리아 원주민과의 첫 만남을 바탕으로 한 회고록의 초안 구절이 공개되면서 논란을 일으켰다. 여기에서 그는 원주민들을 공룡과 비교하며 "그들은 큰 몸통(그들이 서구 문명과 만나면서 빚어진 나쁜 결과 중 하나는 그들의 몸을 불리는 고설탕 식단)과 막대기 같은 다리를 가졌다"라고 표현하였다. 그는 페이스북에 "내가 모든 것에 빚지고 있는 어보리진 사람들을 가장 존경한다."라고 올리며 논란에 응답하였다.
2016년 미국 대통령 선거를 앞두고 위키리크스가 공개한 존 포데스타의 이메일에는 아브라모비치가 포데스타의 동생에게 보낸 스피릿 쿠킹 초대를 논하는 메시지도 있었다. 이 메시지에 대하여 음모론자 앨릭스 존스는 사탄 숭배 의식에 초대하는 것으로 해석하였으며, 존스를 비롯한 여러 사람은 이것을 당시 민주당 후보 힐러리 클린턴이 오컬트와 관련이 있다는 증거로 제시하였다. 2013년 래딧 Q&A에서 현대 미술의 오컬트에 관한 질문에 대해 아브라모비치는 다음과 같이 말하였다. "모든 것은 당신이 어떤 맥락에서 무엇을 하고 있는 지에 달려 있다. 만약 당신이 예술적 맥락이나 미술관에서 오컬트 마술을 행한다면, 그것은 예쑬이다. 만약 여러분이 다른 맥락에서, 종교적인 집단이나 개인의 집, TV 쇼에서 그것을 하고 있다면, 그것은 예술이 아니다. 의도, 만들어진 것에 대한 맥락, 그리고 그것이 만들어진 곳이 그것이 예술인 지 아닌 지를 정의한다." 조각가 니콜라 페시치는 아브라모비치가 밀교와 유심론에 평생 관심을 가지고 있지만 이것을 다른 오컬트 믿음 체계인 사탄주의와 혼동해서는 안 된다고 말한다.
2020년 4월 10일 마이크로소프트는 아브라모비치가 등장하는 홀로렌즈 2의 프로모션 영상을 공개하였다. 그러나 우익 음모론자들이 그가 사탄주의와 관련이 있다고 비난을 표하자 마이크로소프트는 결국 광고를 철회하였다. 아브라모비치는 이같은 비난에 대하여 자신의 공연은 50년 동안 해온 예술일 뿐이라고 주장하면서 자신을 괴롭히는 것을 중단할 것을 호소하였다.

## 수상
- 1997년 제47회 베네치아 비엔날레 황금사자상[106]
- 2002년 니데르젝시셔 쿤스트프라이스(Niedersächsischer Kunstpreis)[107]
- 2002년 뉴욕 댄스 앤드 퍼포먼스 어워드(더 베시즈)[107]
- 2003년 국제 미술 평론가 협회 최우수 상업 갤러리 상
- 오스트리아 데코레이션 과학 및 예술 부문(2008년)[108]
- 2009년 9월 25일 영국 플리머스 대학교 명예박사[109]
- 2011년 10월 26일 미국 예술 연맹 문화 리더십 상[110]
- 2012년 5월 14일 쿠바 인스티투토 수페리오르 데 아르테 명예 예술 박사 학위[111]
- 2012년 10월 1일 몬테네그로 포드고리차, 7월 13일 평생 공로상,[110]
- 2012년 카리치 형제 상(예술 및 문화 부문)
- 베를린 곰(2012년; 베를린 영화제 은곰과 다름, 독일 타블로이드 <i id="mwAqA">BZ</i> 문화상)
- 2021년 세르비아 공화국 황금 공로장[112]
- 2021년 아스투리아스 공상 예술 부문 수상[113]

## 서지

### 아브라모비치와 및 공동 저자 서적
- Cleaning the House, artist Abramović, author Abramović (Wiley, 1995) ISBN 978-1-85490-399-0
- Artist Body: Performances 1969–1998, artist, Abramović; authors Abramović, Toni Stooss, Thomas McEvilley, Bojana Pejic, Hans Ulrich Obrist, Chrissie Iles, Jan Avgikos, Thomas Wulffen, Velimir Abramović; English ed. (Charta, 1998) ISBN 978-88-8158-175-7.
- The Bridge / El Puente, artist Abramović, authors Abramović, Pablo J. Rico, Thomas Wulffen (Charta, 1998) ISBN 978-84-482-1857-7.
- Performing Body, artist Abramović, authors Abramović, Dobrila Denegri (Charta, 1998) ISBN 978-88-8158-160-3.
- Public Body: Installations and Objects 1965–2001, artist Abramović, authors Celant, Germano, Abramović (Charta, 2001) ISBN 978-88-8158-295-2.
- Marina Abramović, fifteen artists, Fondazione Ratti; coauthors Abramović, Anna Daneri, Giacinto Di Pietrantonio, Lóránd Hegyi, Societas Raffaello Sanzio, Angela Vettese (Charta, 2002) ISBN 978-88-8158-365-2.
- Student Body, artist Abramović, vari; authors Abramović, Miguel Fernandez-Cid, students; (Charta, 2002) ISBN 978-88-8158-449-9.
- The House with the Ocean View, artist Abramović; authors Abramović, Sean Kelly, Thomas McEvilley, Cindy Carr, Chrissie Iles, RosaLee Goldberg, Peggy Phelan (Charta, 2004) ISBN 978-88-8158-436-9; the 2002 piece of the same name, in which Abramović lived on three open platforms in a gallery with only water for 12 days, was reenacted in Sex and the City in the HBO series' sixth season.
- Marina Abramović: The Biography of Biographies, artist Abramović; coauthors Abramović, Michael Laub, Monique Veaute, Fabrizio Grifasi (Charta, 2004) ISBN 978-88-8158-495-6.
- Balkan Epic, (Skira, 2006).
- Seven Easy Pieces, artist, Abramović; authors Nancy Spector, Erika Fischer-Lichte, Sandra Umathum, Abramović; (Charta, 2007). ISBN 978-88-8158-626-4ISBN 978-88-8158-626-4.
- Marina Abramović, artist Abramović; authors Kristine Stiles, Klaus Biesenbach, Chrissie Iles, Abramović; (Phaidon, 2008). ISBN 978-0-7148-4802-0ISBN 978-0-7148-4802-0.
- When Marina Abramović Dies: A Biography. Author James Westcott. (MIT, 2010). ISBN 978-0-262-23262-3ISBN 978-0-262-23262-3.
- Walk Through Walls: A Memoir, author Abramović (Crown Archetype, 2016). ISBN 978-1-101-90504-3ISBN 978-1-101-90504-3.
- The Museum of Modern Love, author Heather Rose (Allen & Unwin 2016). ISBN 161620852XISBN 161620852X.[114]

### 아브라모비치와 공동 제작자 영화
- Balkan Baroque, (Pierre Coulibeuf, 1999)
- Balkan Erotic Epic, as producer and director, Destricted (Offhollywood Digital, 2006)